# Sytuacja prawna i społeczna osób LGBT
Homoseksualność, jak i biseksualność były i nadal są w wielu regionach świata zjawiskiem wywołującym kontrowersje. Istnieją znaczne różnice w kwestii praw osób LGBT w poszczególnych krajach – od pełnego równouprawnienia w Holandii (poprzez między innymi małżeństwo osób tej samej płci), do wciąż praktykowanej kary śmierci w Arabii Saudyjskiej za kontakty homoseksualne.
Pierwszym krajem na świecie, który wprowadził w prawie formalne związki partnerskie między osobami tej samej płci była Dania w 1989 roku. W ślad za nią poszły kolejne kraje, głównie w Europie, w obu Amerykach, Australia, Nowa Zelandia, Izrael i Republika Południowej Afryki. Inne kraje, również z wyżej wymienionej grupy, rozważają taką możliwość.
Kontakty homoseksualne są nadal nielegalne w około 70 z 195 krajów na świecie (głównie w krajach Afryki i Azji), a osoby bi- i homoseksualne są tam prześladowane. Stopień karalności jest zróżnicowany w zależności od kraju. Najcięższą karą za kontakt homoseksualny jest kara śmierci praktykowana między innymi w Iranie.

## Ataki na osoby LGBT
Każdego roku na całym świecie osoby nieheteronormatywne bywają mordowane z pobudek homofobicznych. W samej Brazylii w 2001 roku według oficjalnych źródeł zamordowano 132 osoby LGBT.
Jak podają statystyki FBI w USA w 2004 roku 15,6% zgłoszonych ataków nienawiści było motywowanych odmienną orientacją seksualną ofiar. W większości ofiarami tych ataków byli geje. Jedną z nich był Matthew Shepard, amerykański student zamordowany przez rówieśników.

## Walka o prawa osób LGBT
Pierwsze ruchy społeczne walki o prawa LGBT powstały pod koniec lat 60. W 1969 roku na ulicach Nowego Jorku rozegrały się zamieszki Stonewall, które można uznać za pierwszą manifestację osób LGBT, sprzeciwiających się aktualnej sytuacji prawnej. Dzień zamieszek, 27 czerwca, utrwalił się jako Christopher Street Day (CSD) – Dzień Ulicy Krzysztofa, obchodzony na całym świecie.
W metropoliach Ameryki Północnej i Południowej, Europy i Australii organizowane są kolorowe pochody, w których co roku biorą udział setki tysięcy osób. Największą tego typu imprezą jest obecnie parada w São Paulo. W 2007 roku zgromadziła ona około 3,5 miliona uczestników.

## Działania organizacji międzynarodowych w sprawie osób LGBT
Na arenie międzynarodowej promowanie praw mniejszości seksualnych wspiera najsilniej Europa, w szczególności Unia Europejska i Rada Europy. Przyjęły one rezolucje, wzywające wszystkie kraje do zniesienia karalności aktów homoseksualnych na całym świecie i do wprowadzenia przepisów równo uprawniających osoby LGBT z heteroseksualnymi, a także potępiających homofobię.
Organizacja Narodów Zjednoczonych rozważa możliwość uznania niektórych postulatów środowisk gejowskich za fundamentalne prawa człowieka. Dzień 17 maja został ustanowiony Międzynarodowym Dniem Walki z Homofobią (IDAHO) – (17 maja 1990 – data skreślenia homoseksualizmu z listy chorób i zaburzeń przez Światową Organizację Zdrowia).

## Sytuacja prawna osób homoseksualnych na świecie
| Temat | Kraje |
| --- | --- |
| Kraje, które uznają małżeństwo osób tej samej płci przyznając im identyczne prawa jakie mają małżeństwa osób różnej płci 1(przyznaje większość, ale nie identyczne prawa z tych jakie mają małżeństwa różnopłciowe) 2,3(przyznaje nieograniczone prawo do adopcji dzieci², lub adopcji tylko dzieci jednego z partnerów³) 4,5(całkowicie4, lub częściowo5 zakazuje dyskryminacji z powodu orientacji seksualnej) | Azja: Tajwan (2019)¹,²,⁴ Europa: Holandia (2001)2,4, Belgia (2003)2,4, Hiszpania (2005)2,4, Norwegia (2009)2,4, Szwecja (2009)2,4, Portugalia (2010)1,4, Islandia (2010)2,4, Dania (2012)2,4, Francja (2013)2,4, Wielka Brytania (2014)2,4, Luksemburg (2015)2,4, Niemcy (2017)2, Słowenia (2022)2,3 Estonia (2023)2,3 Słowenia (2015)2,4, Irlandia (2015)2,4 Finlandia (2017)2,4 Ameryka: Argentyna (2010)2, Brazylia (2013) Urugwaj (2013), Kanada (2005)2,4, Meksyk* (miasto Meksyk 2010, stany: Quintana Roo (2012), Coahuliha (2014), Chihuahua (2015), Guerrero (2015)2, USA Wszystkie stany (2012-2015)2,4 Afryka: RPA (2006)2,4 Oceania: Nowa Zelandia (2013)2,4 |
| Kraje które uznają związki partnerskie par jednopłciowych przyznając im większość praw z tych jakie mają małżeństwa różnopłciowe 1(przyznaje tylko część praw z tych jakie mają małżeństwa różnopłciowe) 2,3(przyznaje nieograniczone prawo do adopcji dzieci², lub adopcji tylko dzieci jednego z partnerów³) 4,5(całkowicie4, lub częściowo5 zakazuje dyskryminacji z powodu orientacji seksualnej) | Europa: Francja (1999)1,3,4, Finlandia (2002)3,4, Luksemburg (2004)1,4¹, Andora (2005)2,4, Wielka Brytania (2005)2,4, Czechy (2006)2,4, Słowenia (2006)1,4, Szwajcaria (2007)4, Węgry (2009)5, Austria (2010)5, Irlandia (2011)5, Liechtenstein (2011), Estonia (2016)1,3,5, Chorwacja (2014), Malta (2014), Grecja (2015), Łotwa (2024)1 Ameryka: Ekwador (2009)4, Kolumbia (2007) USA* (stany: Hawaje 19971,3,4, Kalifornia 19992,4, New Jersey (2006)2,4, Oregon (2007)2,4, Colorado (2009) 1,2,4, Nevada (2009) 2,4, Wisconsin (2009) 1 Kolumbia (2007), Meksyk* (stany: Coahuila 2007 Colima 2013 Jalisco 2013 Campeche 2013)1,4, Urugwaj (2008)2,4, Chile (2015)4, Wenezuela (stan Merida (2010)) Oceania: Nowa Zelandia (2005)4, Australia* (stany Tasmania (2004), Terytorium Stołeczne (2008), Wiktoria (2008), Nowa Południowa Walia 2010)2,4, |
| Kraje, które uznają konkubinaty par LGBT przyznając im część praw z tych jakie mają małżeństwa różnopłciowe 1(przyznaje tylko kilka podstawowych praw z tych jakie mają małżeństwa heteroseksualne) 2,3(przyznaje nieograniczone prawo do adopcji dzieci², lub adopcji tylko dzieci jednego z partnerów³) 4,5(całkowicie4, lub częściowo5 zakazuje dyskryminacji z powodu orientacji seksualnej) | Europa: San Marino (2012) 1 Azja: Izrael (1994)2,4, Ameryka:, Oceania: Australia5, |
| Kraje, które zakazują prawnie dyskryminacji z powodu orientacji seksualnej 4,5(całkowicie4, tj. np. w kodeksie karnym, konstytucji, lub innym akcie dającym ogólny zakaz dyskryminacji we wszystkich dziedzinach życia, lub częściowo5 tj. chroni przed dyskryminacją tylko w wybranych, jednej lub więcej dziedzin życia, np. miejsce pracy, służba w armii itd, ale nie we wszystkich dziedzinach życia) | Europa: Estonia5, Łotwa5, Litwa4, Monako4, Malta5, Polska5, Słowacja5, Rumunia4, Bośnia i Hercegowina5, Serbia (2010), Czarnogóra (2010)4, Albania (2010)4, (Kosowo)4, Bułgaria5, Grecja5,7, Rosja (decyzja sądu 2005)5, Ameryka: Barbados4, Meksyk4, Gwatemala5,8, Wenezuela5,7, Boliwia (2009)4, Peru4, Chile (2012)4, Urugwaj4 Azja: Gruzja5, Cypr5, Rosja (decyzja sądu 2005)5 Afryka: Mauritius (5)5 G, Mozambik5,G, |
| Kraje, w których homoseksualizm jest dozwolony, lub nie jest prawnie zabroniony. W niektórych z nich istnieją przepisy bezpośrednio dyskryminujące osoby homoseksualne 6(dyskryminacja polega na różnicy wieku (wyższy dla osób homoseksualnych, niższy dla osób heteroseksualnych) osób legalnie dopuszczających się kontaktów seksualnych) 7(lub inne przepisy jak np. wykluczenie z wykonywania niektórych zawodów, czy zakaz tworzenia organizacji LGBT, itd) 8(bądź w końcu istnienie innych przepisów prawnych których odpowiednia interpretacja pozwala na karalność homoseksualizmu, chociaż jest on dozwolony, np. obraza publicznej moralności, uczuć religijnych, obsceniczne zachowania, przestępstwo przeciwko rodzinie, lub dozwolony, ale tylko w prywatności itd. Przepisy te są często lub mogą być używane w tych krajach) | Europa: San Marino, Watykan7, Mołdawia, Rosja, Serbia6,7, Macedonia6,7, Białoruś6,7, Ukraina7, Ameryka: Salwador8, Honduras7, Panama7,8, Bahamy7,8, Kuba7,8, Haiti, Dominikana8, Surinam6, Peru, Paragwaj8, Chile6, Azja: Armenia, Azerbejdżan7, Kazachstan, Kirgistan, Tadżykistan, Rosja, Turcja, Jordania, Indonezja8, Timor, Mongolia, Chiny, Korea Północna8, Tajlandia, Laos, Kambodża, Nepal, Wietnam, Filipiny, Afryka: Benin, Botswana, Egipt8, Mali8, Burkina Faso, Niger8, Czad, Gwinea Bissau, Wybrzeże Kości Słoniowej, Ghana8, Republika Środkowoafrykańska, Gwinea Równikowa, Gabon6, Kongo, Demokratyczna Republika Konga8, Rwanda6, Komory, Madagaskar, Lesotho, Republika Zielonego Przylądka,8, Dżibuti8, Seszele8, Oceania: Mikronezja, Wyspy Marshalla                                                                              |
| Kraje, w których homoseksualizm jest zabroniony i grozi za niego do 10 lat pozbawienia wolności (w nawiasie maksymalna kara) GL(zakaz dotyczy gejów i lesbijek) G(zakaz dotyczy tylko gejów) | Ameryka: Nikaragua (3)GL, Belize (10)GL, Jamajka (10)G, Saint Kitts i Nevis (10)GL, Dominika (10)GL, Saint Lucia (10)GL, Saint Vincent i Grenadyny (10)GL, Grenada (10)GL, Trynidad i Tobago (10)GL, Azja: Bhutan (1), Liban (1)GL, Turkmenistan (2)G(tylko stosunek analny), Uzbekistan (3)G(tylko stosunek analny), Syria (3)GL, Oman (3)GL, Indie (10) Katar (5)GL, Kuwejt (7)G, Bahrajn (10)GL, Palestyna? (10), Afryka: AngolaGL, Liberia (więzienie)GL, Maroko (3)GL, Algieria (3)GL, Tunezja (3)GL, Wyspy Świętego Tomasza i Książęca, Erytrea (3)8, Etiopia (3)GL, Gwinea (3)GL, Togo (3)GL, Somalia (3)G, BurundiGL, Libia (5)GL, Senegal (5)GL, Kamerun (5)GL, Sudan Południowy (10)GL, Suazi, ZimbabweG Oceania: Vanuatu (2)G, Samoa (7)GL, Palau (10)G, Nauru (10)G, Tonga (10)G, Tokelau (10)G, Niue (10)G,                                 |
| Kraje, w których homoseksualizm jest zabroniony i grozi za niego od 12 do 20 lat pozbawienia wolności (w nawiasie maksymalna kara) | Azja: Irak (15), Sri Lanka (12)G, Malezja (20)G, Ameryka: Antigua i Barbuda (15)GL, Afryka: Gambia (14)G, Kenia (14)G, Tanzania (14)G, Zambia (14)G, Malawi (14)GL, Nigeria (14)G, Oceania: Kiribati (14)G, Papua-Nowa Gwinea (14)G, Wyspy Salomona (14)GL, Tuvalu (15)G, |
| Kraje, w których homoseksualizm jest zabroniony i grozi za niego maksymalnie dożywotnie pozbawienie wolności | Azja: MjanmaG, BangladeszGL, MalediwyGL Afryka: UgandaG, Tanzania* (Zanzibar)GL, Ameryka: GujanaG |
| Kraje, w których homoseksualizm jest zabroniony i grozi za niego maksymalnie kara śmierci 9(kraje w których egzekucje są wykonywane) | Azja: Arabia Saudyjska9,GL, BruneiGL, JemenGL, ZEAGL, Iran9,GL, AfganistanGL, PakistanGL, Rosja* (Rep. Czeczeńska)GL, Afryka: SudanGL, MauretaniaGL, Nigeria* (12 północnych z 36 stanów)GL, Somalia* (Puntland)GL, |

### Uznanie związku przez urzędy imigracyjne
Uznanie par homoseksualnych w urzędach imigracyjnych
     Brak uznania lub brak danych

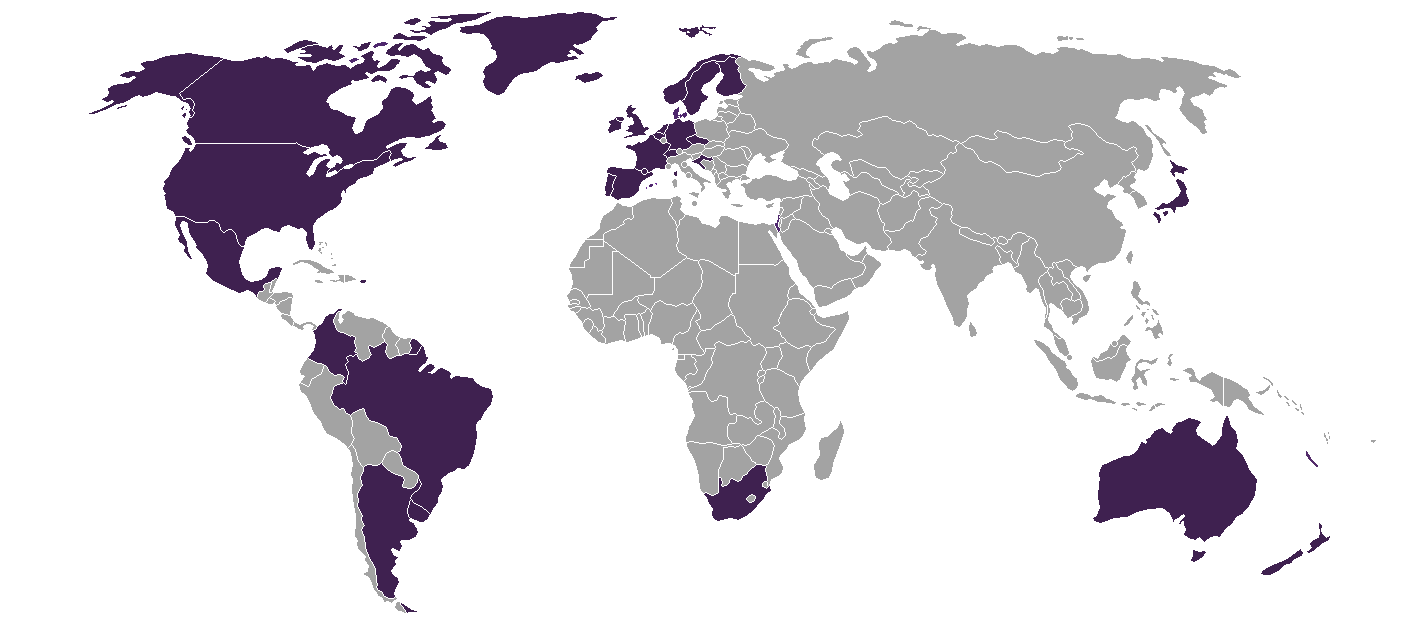
Równość w kwestii imigracji.
Uznanie par homoseksualnych w urzędach imigracyjnych
Brak uznania lub brak danych

Obecnie niektóre kraje uznają związki par tej samej płci w kwestii imigracji. Tak może się stać przez uznanie małżeństwa, związku partnerskiego lub specyficznych przepisów w prawie imigracyjnym. Te kraje to (chronologicznie):

- Dania
  -  Dania (1989)
  -  Grenlandia (1996)
- Norwegia (1993)
- Szwecja (1994)
- Australia (1995)
- Islandia (1996)
- Belgia (1997)
- Wielka Brytania (1997)
- Francja (1999)
- Nowa Zelandia (1999)
- Południowa Afryka (1999)
- Izrael (2000)
- Finlandia (2001)
- Holandia (2001)
- Niemcy (2001)
- Portugalia (2001)
- Brazylia (2003)
- Chorwacja (2003)
- Szwajcaria (2003)
- Luksemburg 2004)
- Andora (2005)
- Hiszpania (2005)
- Kanada (2005)
- Słowenia (2006)
- Czechy (2007)
- Irlandia (2008)
- Japonia (2009)
- Kolumbia (2009)
- Węgry (2009)
- Argentyna (2010)
- Austria (2010)
- Meksyk (2010)
- Liechtenstein (2011)
- Stany Zjednoczone (2013)
- Urugwaj (2013)
- Chile (2015)

### Unieważnianie wyroków
W 2015 Tasmania ogłosiła wydanie przeprosin dla osób homoseksualnych za ich prześladowanie. Zapowiedziano też unieważnienie wyroków skazujących gejów za seks za obopólną zgodą.

### Zmiany stanu prawnego
W 2022 roku Singapur zniósł kary za kontakty homoseksualne.

## Transpłciowość
Prawne uznawanie zmiany płci
     Brak uznania zmiany płci
     Niejasne lub brak danych

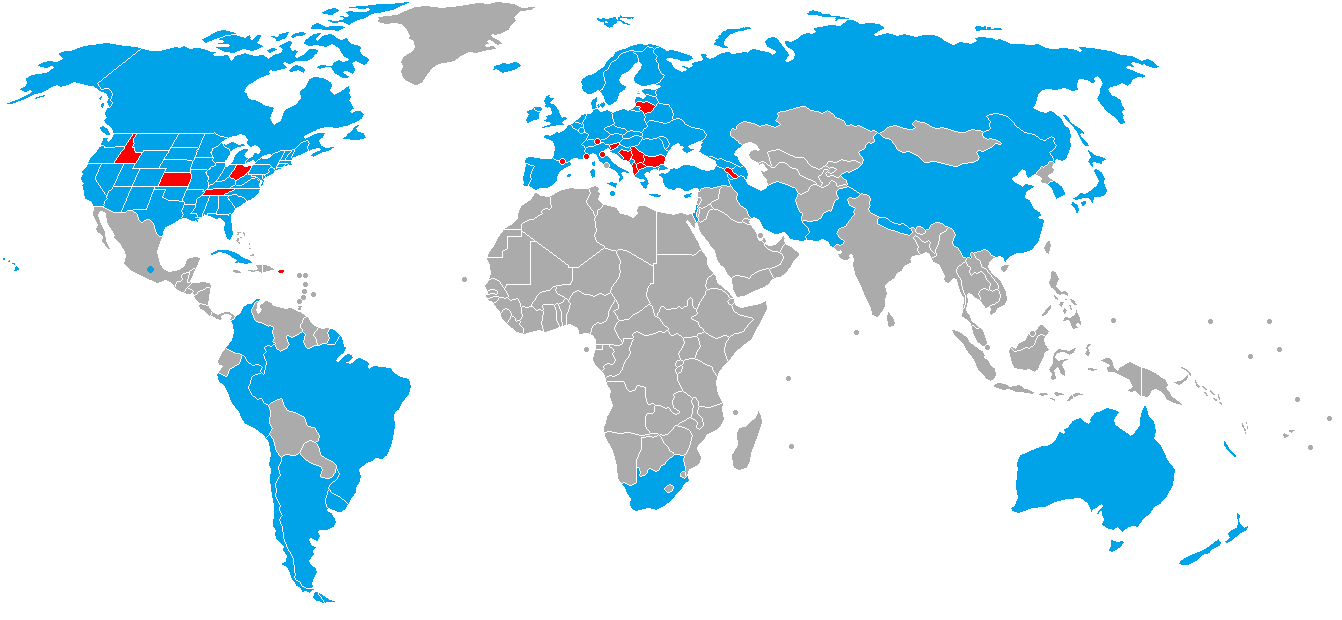
Prawa dotyczące zmiany prawnej płci.
Prawne uznawanie zmiany płci
Brak uznania zmiany płci
Niejasne lub brak danych

Uznanie prawa do korekty płci obejmuje większość krajów Europy i Ameryki. Kilka z nich uznaje prawo osób transpłciowych do uznania płci (w tym małżeństwa) bez 
operacji korekty płci. Do tych krajów należą:

- Chorwacja
- Czechy
- Austria
- Dania
- Finlandia
- Francja
- Hiszpania
- Holandia
- Niemcy
- Norwegia
- Polska
- Portugalia
- Rumunia
- Szwecja
- Turcja
- Wielka Brytania
- Włochy

Mimo to, tylko 5 krajów podpisało konwencję o wzajemnym uznaniu decyzji o zmianie płci (fr. Convention relative à la reconnaissance des décisions constatant un changement de sexe, ang. Convention on the recognition of decisions recording a sex reassignment zawarta 12 września 2000 w Wiedniu, weszła w życie 1 marca 2011): Austria, Grecja, Hiszpania, Holandia i Niemcy, jednak tylko Hiszpania i Holandia ratyfikowały ją.